# 聖母聖名主教座堂 (維爾卡維什基斯)

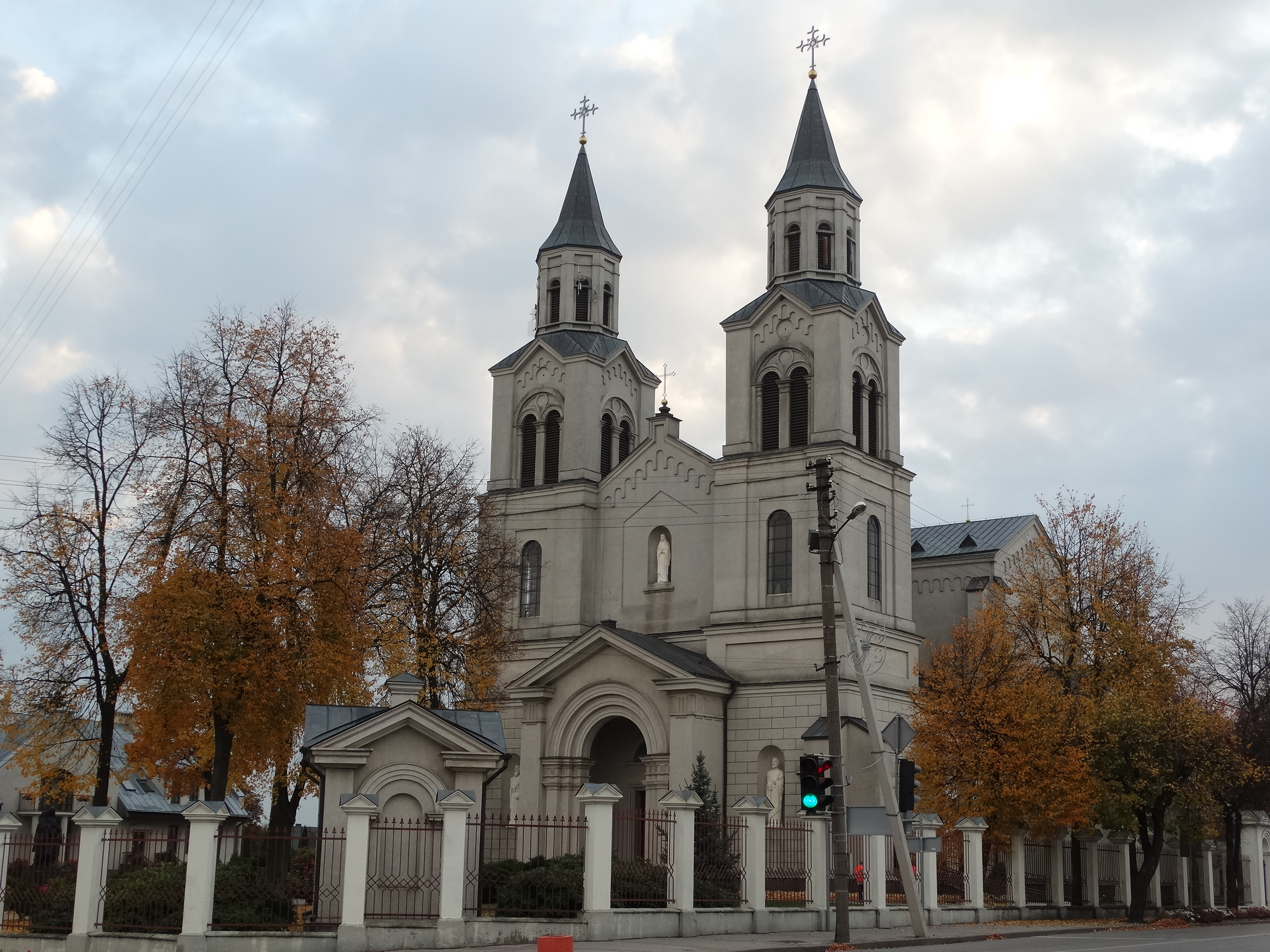
聖母聖名主教座堂

聖母聖名主教座堂是立陶宛城市維爾卡維什基斯的一座羅馬天主教的主教座堂，又名維爾卡維什基斯主教座堂。這座教堂外觀是羅馬式風格，修建於1870年至1881年，竣工於1884年。蘇聯時期，教堂被部分拆除，材料用於修建民用建築。共產主義政權垮台後，教堂自1991年開始重建，並在1998年竣工。